# Narvik IK
Narvik Ishockeyklubb – norweski klub hokejowy z siedzibą w Narwik. Od 2012 roku występuje pod nazwą Narvik Arctic Eagles.

## Historia klubu
Klub został założony w 1962 roku jako Narvik Ishockeyklubb. W sezonie 2011/2012 występował w szwedzkiej 3. dywizji – piątym poziomie hokeja na lodzie w Szwecji, które zwyciężył. W sezonie 2012/2013 zmienił nazwę na Arctic Eagles - Narvik Hockey i przystąpił do rozgrywek Divisjon 1 tj. norweskiej drugiej klasy rozgrywkowej.
Po 5 latach w sezonie 2017/2018 zwyciężył w Divisjon 1 i uczestniczył rozgrywkach fazy play-out o prawo startu w rozgrywkach GET-Ligaen w sezonie 2018/2019. Ostatecznie zmagania ukończył na 3 miejscu.
W następnym sezonie ponownie wygrał zmagania w Divisjon 1 i ostatecznie awansował do rozgrywek najwyższej norweskiej klasy rozgrywkowej hokeja na lodzie w sezonie 2019/2020.

## Zawodnicy
Kadra w sezonie 2019/2020
Na podstawie materiału źródłowego:
| Bramkarze: - Henning Iversen - Herman Nordmark Jenssen - Joona Partanen Obrońcy: - Casper Santanen - Jørgen Eide Engstrøm - Tan Hellerød - Jørgen Kvål - Martin Hage - Martin Bjørsland - Tomas Laiho Trondsen - Sivert Mangersnes |  | Napastnicy: - Arttu Niskakangas - Viktor Jörnevik - Alex Výhonský - Tom Andre Christensen - Benjamin Byrkjeland - Joachim M. Engesveen - Tim-Robin Johnsgård - Samuel Åström - Johan Erkgärds - Jonatan Wik - Wade Murphy - Markus Mossin |